# President Francesc Macià-Medaille voor Werk
De President Francesc Macià-Medaille voor Werk (Catalaans: Medalla al treball President Macià) is een onderscheiding die wordt toegekend door de regering van de Catalaanse regering als erkenning voor die mensen die zich hebben onderscheiden vanwege hun persoonlijke kwaliteiten of verdiensten of voor de diensten die worden geleverd ten behoeve van het algemeen belang op het gebied van werk. Voor organisaties of bedrijven is er de Francesc Macià-Plaquette.
Deze medaille en plaquette zijn vernoemd naar president Francesc Macià i Llussà en werden in 1938 gemaakt om de verdiensten van het werk te belonen, zowel voor individuele werknemers als voor bedrijven. De toekenning van deze prijzen staat open voor elke persoon of entiteit, op voorwaarde dat het is voorgesteld door een van de afdelingen van de regering of op verzoek van een persoon of entiteit die zakelijke, vakbonds-, sociale of soortgelijke activiteiten uitvoert.
De concessie is jaarlijks en de lijst van personen en entiteiten die deze onderscheiding ontvangen, wordt gepubliceerd in het staatsblad van de Catalaanse regering.
Het originele ontwerp van de decoratieve medaille is het werk van Manuel Capdevila i Massana, winnaar van de wedstrijd die in 1981 werd georganiseerd. De huidige versie is opnieuw ontworpen door de goudsmid en juwelier Manel Capdevila Coral.
De President Macià-medaille voor werk wordt gepresenteerd in een bijbehorende koffer samen met de klepknop die een replica is van de voorzijde van de medaille. Op de keerzijde staat het symbool van de Catalaanse regering, de titel van de medaille, de voor- en achternaam van de ontvanger en onderaan het overeenkomstige jaartal.